# Tupaia tana
Tana
Espèce
Statut de conservation UICN

 LC  : Préoccupation mineure
Statut CITES
Répartition géographique
Tupaia tana est une espèce de scandentien (les scandentiens sont de petits mammifères placentaires au mode de vie arboricole.
Il ressemble à un écureuil. Cependant, il n'est pas rongeur, mais plutôt omnivore.